# Belagerung von Maastricht (1748)
Europäischer Kriegsschauplatz:

Mollwitz* – Chotusitz* – Simbach – Dettingen – Toulon – Pfaffenhofen – Tournai – Fontenoy – Hohenfriedberg** – Soor** – Hennersdorf** – Kesselsdorf** – Brüssel – Piacenza – Namur – Roucourt – Kap Finisterre 1 – Lauffeldt – Assietta –  Bergen op Zoom – Kap Finisterre 2 – Maastricht
(*) Erster Schlesischer Krieg – (**) Zweiter Schlesischer Krieg
Indischer Kriegsschauplatz:

Erster Karnatischer Krieg
Amerikanischer Kriegsschauplatz:

War of Jenkins’ Ear – King George’s War
Die Belagerung von Maastricht fand von April bis Mai 1748 während des Österreichischen Erbfolgekrieges statt. Eine französische Armee unter dem Kommando des Marschalls Moritz von Sachsen belagerte und eroberte die befestigte holländisch-lütticher Stadt während der letzten Monate des Feldzuges in den Niederlanden. Nach einer verhältnismäßig langen Belagerung musste sich die Garnison von Maastricht ergeben und erhielt freien Abzug mit allen militärischen Ehren. Auf französischer Seite fiel der Lieutenant général Anne-Louis de Thiard de Bissy.
Maastricht wurde mit dem Abschluss des Vertrages von Aachen bereits im Oktober desselben Jahres zurückgegeben.